# 亨里克森冰原島峰
71°30′S 9°0′E / 71.500°S 9.000°E
亨里克森冰原島峰（德語：Henriksenskjera），是南極洲的冰原島峰，位於毛德皇后地的阿斯特里德公主海岸，處於庫爾策山脈以北20公里，由德國探險隊拍攝空中照片，現時由南極條約體系管理。